# 古根川美櫻
古根川美樱（日语：／ Konegawa Mio；2005年3月23日—），日本女子羽毛球运动员，亦為現日本國家羽毛球隊（B隊）隊員。現隸屬於NTT羽毛球部。

## 簡歷
2023年11月，古根川美樱与搭档石川心菜出战巴林羽毛球國際挑戰賽，在女双决赛以0比2（19-21、14-21）不敌赛会头号种子、保加利亚强档的加夫列拉·斯托伊娃／斯蒂法尼·斯托伊娃，赢得亚军。

## 主要比賽成績
只列出曾進入準決賽的國際賽事成績：
| 年份   | 賽事                     | 公開賽級別 | 項目     | 拍檔     | 成績   |
| ------ | ------------------------ | ---------- | -------- | -------- | ------ |
| 2023年 | 泰國羽毛球國際系列賽     | 國際系列賽 | 女子雙打 | 石川心菜 | 亞軍   |
| 2023年 | 馬來西亞羽毛球國際挑戰賽 | 國際挑戰賽 | 女子雙打 | 石川心菜 | 準決賽 |
| 2023年 | 巴林羽毛球國際挑戰賽     | 國際挑戰賽 | 女子雙打 | 石川心菜 | 亞軍   |
| 2024年 | 越南羽毛球國際挑戰賽     | 國際挑戰賽 | 女子雙打 | 石川心菜 | 亞軍   |
| 2024年 | 中國瑞昌羽毛球大師賽     | 超級100賽  | 女子雙打 | 石川心菜 | 準決賽 |
| 2024年 | 丹麥羽毛球國際挑戰賽     | 國際挑戰賽 | 女子雙打 | 石川心菜 | 亞軍   |
| 2024年 | 塞班島羽毛球國際賽       | 國際挑戰賽 | 女子雙打 | 石川心菜 | 冠軍   |
| 2024年 | 中國寶雞羽毛球大師賽     | 超級100賽  | 女子雙打 | 石川心菜 | 準決賽 |

| 2018-2026年 | 總決賽 | 超級1000賽 | 超級750賽 | 超級500賽 | 超級300賽 | 超級100賽 | 國際挑戰賽 | 國際系列賽 | 未來系列賽 | 其他 |

## 外部連結
- 古根川美櫻在世界羽球聯盟的登錄資料